# Síndrome de Cotard
El síndrome de Cotard, también llamado delirio de negación o delirio nihilista, es una enfermedad mental relacionada con la hipocondría. El afectado por el síndrome de Cotard cree estar muerto (tanto figurada como literalmente), estar sufriendo la putrefacción de los órganos o simplemente no existir. En algunos casos el paciente se cree incapaz de morir.
A veces es referido en medios no especializados como el «síndrome del paciente zombi» o como el «síndrome del cadáver caminante» («the walking corpse syndrome»).

## Etimología
Recibe su nombre de Jules Cotard, neurólogo francés quien descubrió este síndrome, al que denominó le délire de négation ("delirio de negación"), en una conferencia en París en 1880. En dicha conferencia, Cotard describió el caso de una paciente, a la que dio el apodo de Mademoiselle X, y en la que basó el síndrome. La paciente, de 43 años, creía que no tenía cerebro, ni nervios, ni tórax, y que se hallaba formada, únicamente, por su piel y los huesos. Asimismo, afirmaba que era eterna y viviría por siempre. Además, negaba la necesidad de nutrirse. Más adelante, creía que estaba eternamente condenada, exigiendo ser quemada, y que ya no podría morir de una forma natural. Murió de hambre, ya que se negaba a comer.
En 1882, Cotard utilizó el término delirio de negación para describir esta condición y amplió la descripción del caso en el libro de las «Maladies cérébrales et mentales», texto publicado en 1891. Por su parte, Charles Bonnet, médico francés, había comunicado, en 1788, el caso de una paciente que creía encontrarse muerta. Se trataba de una anciana que insistía en que fuera vestida e introducida dentro de un ataúd. En 1893, Regis registró el epónimo de delirio de Cotard y es finalmente Seglas, en 1897, quien consolida y difunde de manera amplia el término síndrome de Cotard.

## Síntomas
Los pacientes llegan a creer que sus órganos internos han paralizado toda función, que sus intestinos no funcionan, que su corazón no late, que no tienen nervios, ni sangre ni cerebro e incluso que se están pudriendo, llegando a presentar algunas alucinaciones olfativas que confirman su delirio (olores desagradables, como a carne en putrefacción), incluso pueden llegar a decir que tienen gusanos deslizándose sobre su piel. Los síntomas más comunes son la negación del propio cuerpo (86%), la negación de la propia existencia (69%), el delirio de hipocondría (58%) y el de inmortalidad (55%).
En sus formas más complejas, el paciente llega a defender la idea de que en realidad él mismo está muerto e incluso que han fallecido personas allegadas a él. Junto con esta creencia de muerte el paciente mantiene una idea de inmortalidad, como si se hubiera convertido en un «alma en pena».
Aunque es un delirio típico de las depresiones más graves (psicóticas o delirantes), se puede observar en otras enfermedades mentales severas (demencia con síntomas psicóticos, esquizofrenia, psicosis debidas a enfermedades médicas o a tóxicos).

### Caso moderno
Young y Leafhead describen un caso moderno de síndrome de Cotard en un paciente que sufrió daños cerebrales debido a un accidente de motocicleta:

Los síntomas [del paciente] se dieron en el contexto de sensaciones más generales de irrealidad y de estar muerto. En enero de 1990, después de recibir el alta en el hospital de Edimburgo, su madre lo llevó a Sudáfrica. Estaba convencido de que había sido llevado al infierno (lo que se confirmaba por el calor), y que había muerto de septicemia (que había sido un riesgo al principio de su recuperación), o quizá de sida (había leído una historia en The Scotsman acerca de alguien aquejado de sida que había muerto de septicemia), o de una sobredosis de una inyección contra la fiebre amarilla. Pensaba que se habían «apropiado del espíritu de mi madre para mostrarme el infierno», y que seguía dormido en Escocia.

El asesino en serie Richard Chase también padeció el síndrome. Se quejaba de que le estaban robando las arterias pulmonares y de que su corazón dejaba de latir. Comía animales crudos porque creía que permitía a su corazón seguir latiendo. Además, creía que sus huesos craneales se habían separado y se estaban moviendo, razón por la que se afeitó la cabeza, ya que quería observar esta actividad.

## Etiología
Se han identificado multitud de casos en que esta patología es secundaria a trastornos del estado de ánimo, en concreto depresiones, o a trastornos de ansiedad. El síndrome también ha aparecido seguido a alguna lesión cerebral o a otros diagnósticos tan diversos como la demencia, esclerosis múltiple, Párkinson o la esquizofrenia. En otras ocasiones aparece sin causa.